# Гёньон (футбольный клуб)
«Гёньон» (фр. Football Club de Gueugnon) — французский футбольный клуб из города Гёньон. Играет в пятом французском дивизионе.

## История
Клуб был основан в 1940 году. В 1974 году клуб, ведомый Казимиром Новотарски, добрался до плей-офф Дивизиона 1, но проиграл в нём «Руану». В сезоне 1978/79 клуб выиграл второй дивизион, но не получил места в Дивизионе 1 из-за непрофессионального статуса.
В Дивизионе 1 играл в сезоне 1995/96.
В 2000 году клуб дошёл до четвертьфинала Кубка Франции, уступив в нём «Нанту» по пенальти, и первым среди клубов второго дивизиона выиграл Кубок французской лиги, обыграв в финале ПСЖ на «Стад де Франс».
В апреле 2011 был ликвидирован как профессиональный клуб и стал выступать в любительском чемпионате Бургундии.

Стадион называется Жан Лявиль (Jean Laville). Назван в честь героя Первой мировой войны, государственного и общественного французского деятеля. Открыт в 1919 году, рекорд посещаемости был установлен 9 мая 1979 года, когда 16 876 зрителей посещают матч со «Страсбуром» в четвертьфинале кубка Франции по футболу. Последний раз «Стад Жан Лявиль» реконструировался в 2007 году и на данный момент вмещает 13 800 мест.

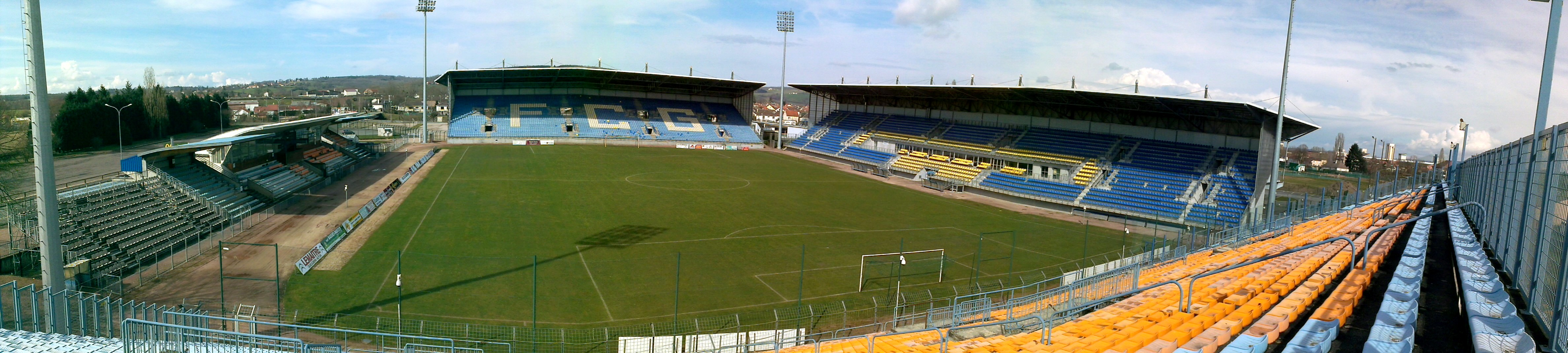
Стадион Жан Лявиль

## Достижения
- Кубок Французской лиги
  - Победитель (2000)
- Лига 2
  - Победитель 1978/79
- Чемпионат Франции среди любителей
  - Чемпион (1947, 1952)